# 中断
中断（ちゅうだん）とは、途中で途絶えることである。

## 法律用語における中断
法用語で中断とは、ある法律効果の発生に必要な時間を、一定の事実の発生によって、中途で断絶して、それまでの効力を失わせることである。特に、手続きの進行中にその進行を断ち切ることや時効期間の経過前に時効の進行が終了することを指し、発生した中断事由がなくなれば、再び最初から改めて進行する。なお、時効の進行が一時的に停止する時効の停止と混同されやすい。

## 関連用語
- 時効中断
- 打ち切り